# Gomphomastax sijazovi
Gomphomastax sijazovi är en insektsart som beskrevs av Boris Petrovich Uvarov 1914. Gomphomastax sijazovi ingår i släktet Gomphomastax och familjen Eumastacidae. Inga underarter finns listade i Catalogue of Life.